# IC 2861
IC 2861 ist eine Galaxie vom Hubble-Typ E? im Sternbild Großer Bär. Sie ist schätzungsweise 284 Millionen Lichtjahre von der Milchstraße entfernt.
Das Objekt wurde am 13. Juni 1896 vom Astronomen Stéphane Javelle entdeckt.